# The Evolution of Robin Thicke
The Evolution of Robin Thicke è il secondo album in studio del cantautore R&B Robin Thicke pubblicato nel 2006. Nel 2007 è stata pubblicata una edizione deluxe dell'album con l'aggiunta di tre brani. The Evolution of Robin Thicke è un album R&B/Soul con influenze hip-hop e jazz, in cui il cantante fa largamente uso del falsetto. Dall'album sono stati estratti i singoli Wanna Love U Girl e la melodica ballata Lost Without U.

## Tracce
| #   | Title                                    |      |
| --- | ---------------------------------------- | ---- |
| 1.  | "Got 2 Be Down" (featuring Faith Evans)  | 4:35 |
| 2.  | "Complicated"                            | 4:13 |
| 3.  | "Would That Make You Love Me"            | 3:37 |
| 4.  | "Lost Without U"                         | 4:15 |
| 5.  | "Ask Myself"                             | 3:47 |
| 6.  | "All Night Long" (featuring Lil Wayne)   | 3:41 |
| 7.  | "Everything I Can't Have"                | 3:24 |
| 8.  | "Teach U a Lesson"                       | 4:29 |
| 9.  | "I Need Love"                            | 4:55 |
| 10. | "Wanna Love U Girl" (featuring Pharrell) | 4:23 |
| 11. | "Can U Believe"                          | 4:53 |
| 12. | "Shooter" (featuring Lil Wayne)          | 4:37 |
| 13. | "Cocaine"                                | 3:30 |
| 14. | "2 the Sky"                              | 6:05 |
| 15. | "Lonely World"                           | 4:21 |
| 16. | "Angels"                                 | 8:35 |

### Deluxe Edition Bonus Tracks
| #   | Title         |      |
| --- | ------------- | ---- |
| 17. | "Superman"    | 4:19 |
| 18. | "U Center Me" | 4:15 |
| 19. | "Look at Me"  | 4:33 |

## Singoli estratti
1. "Wanna Love U Girl" (featuring Pharrell)
2. "Lost Without U"
3. "Can U Believe"
4. "Got 2 Be Down" (featuring Faith Evans)